# جاستین لرتن
جاستین لرتن (انگلیسی: Justine Lorton؛ زادهٔ ۱۱ مارس ۱۹۷۴) یک بازیکن فوتبال است.
وی سابقه بازی در تیم ملی بانوان انگلیس را دارد.